# Tétrafluoroborate d'argent
Le tétrafluoroborate d'argent est un composé chimique de formule AgBF4. C'est un sel d'argent et d'acide tétrafluoroborique HBF4. Il se présente sous la forme d'un solide blanc hygroscopique, soluble dans l'eau, sensible à la lumière et quasiment dépourvu d'odeur.
Le tétrafluoroborate d'argent peut être obtenu en faisant réagir du trifluorure de bore BF3 avec de l'oxyde d'argent(I) Ag2O dans le benzène, ce qui donne également du métaborate d'argent AgBO2 :
2 Ag2O + 4 BF3 ⟶ 3 Ag[BF4] + AgBO2.
Le tétrafluoroborate d'argent est utilisé comme catalyseur pour des réactions de nitration, d'acylation et de sulfonation. Sa propension à former des complexes avec les alcènes et les hydrocarbures aromatiques est mise à profit dans les processus de séparation de ces composés. Dans le dichlorométhane CH2Cl2, c'est un oxydant modéré. Comme l'hexafluorophosphate d'argent, il est couramment employé pour remplacer des anions halogénure ou des ligands par des anions tétrafluoroborate BF4− faiblement coordinants ; l'élimination de l'halogénure est favorisée par la formation du précipité de l'halogénure d'argent correspondant.